# Alessandria (municipi del Piemont)
Alexandria d'Itàlia o Alessandria (en piemontès: Lissandria) és un municipi italià, situat a la regió del Piemont i a la província d'Alessandria. L'any 2007 tenia 92.493 habitants.
La batalla d'Alessandria, o de Castellazzo del 25 de juny de 1391 fou una de les batalles de les Guerres Florentinomilaneses, dins el context de les guerres de Güelfs i gibel·lins. Formava part del camí dels espanyols, amb l'església de nostra Sra. de Montserrat construïda pels catalans. El 1707 va passar als Savoia.

## Història

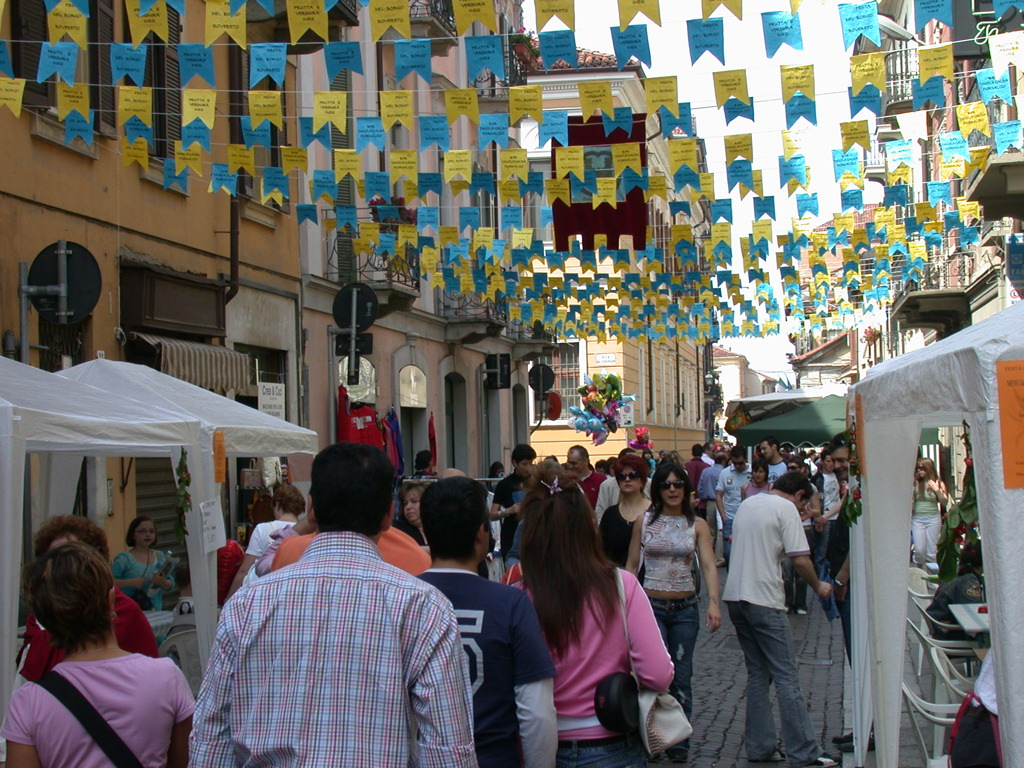
Carrer d'Alessandria durant la festa del barri Rovereto.

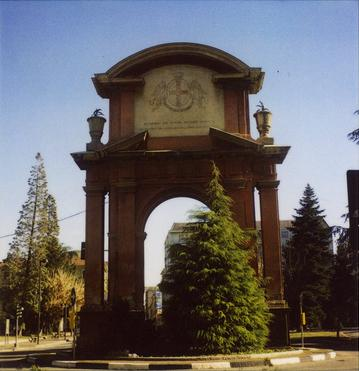
Arc de triomf.

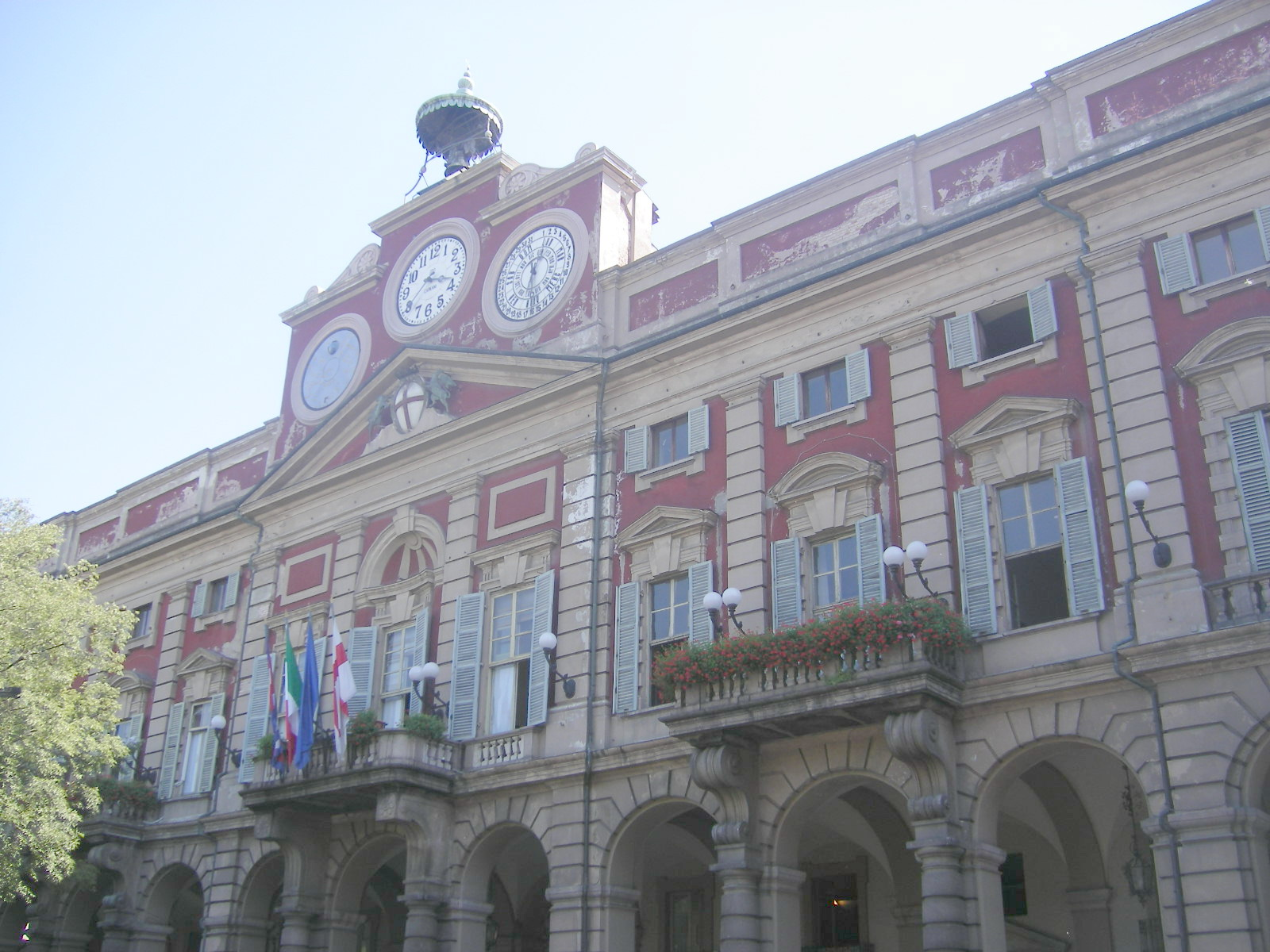
Ajuntament d'Alessandria.

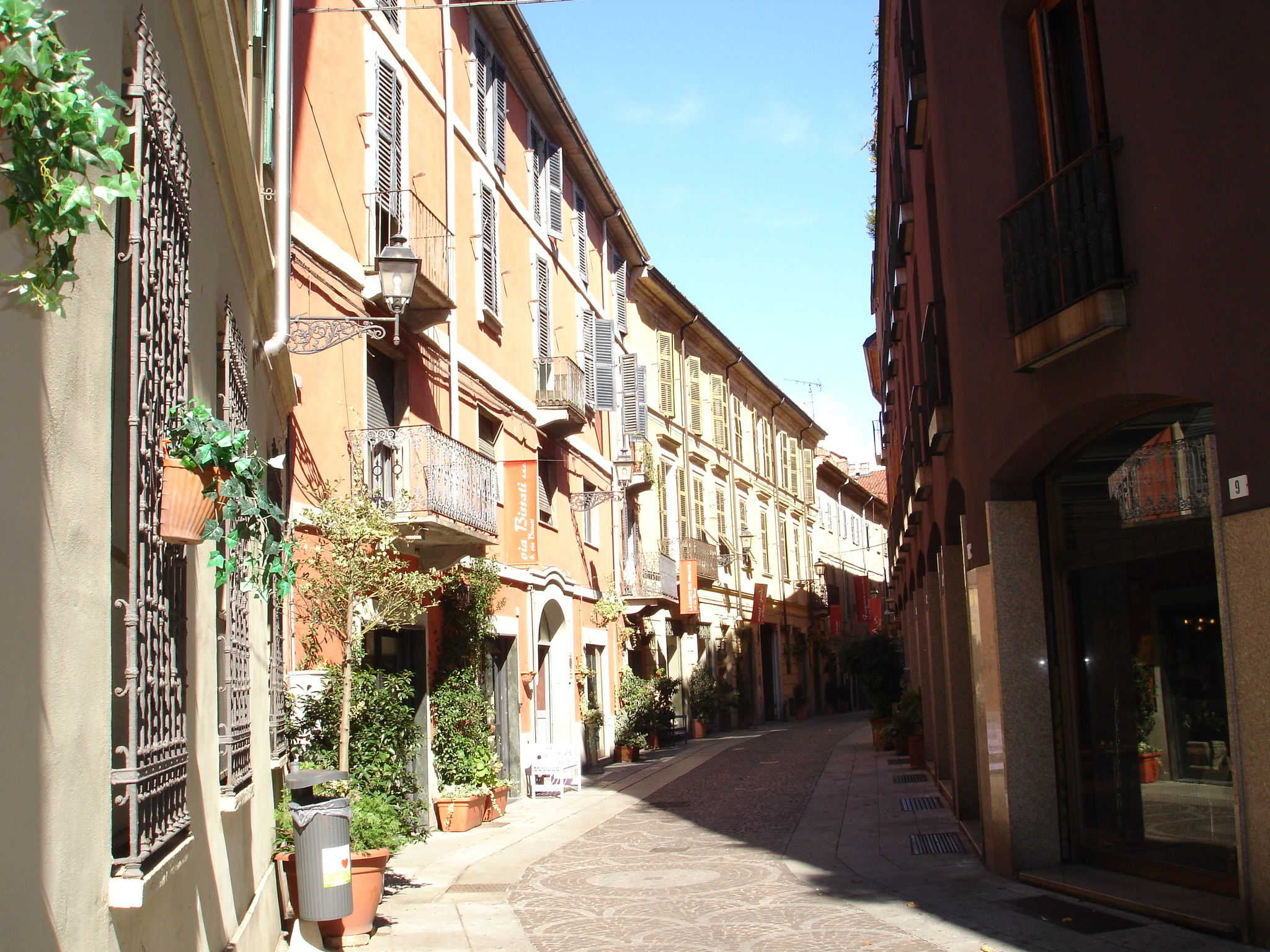
Carrer Bissati.

Alessandria va ser fundada el 1168 sobre un nucli urbà preexistent, per servir com a plaça forta de la Lliga llombarda en la defensa de la llibertat de les comunes medievals del nord d'Itàlia contra les forces de Federico Barbarroja.
Fundada al segle xii amb el nom de Civitas Nova, l'actual deriva del nom del pontífex Alexandre III. Va ser municipi lliure des 1198 i va formar part del ducat de Milà des de 1348.
La implantació es trobava dins dels territoris del marquès de Montferrato, en aquell temps aliat incondicional de l'emperador. El nom de la ciutat és un homenatge al papa Alexandre III, enemic de l'emperador.
En els anys 1174 - 1175 el fort va ser seriosament assetjat per l'exèrcit imperial. Una llegenda, narrada en el llibre de Umberto Eco "Baudolino", conta que la ciutat va ser salvada per un sagaç pagès, Gagliaudo, que va alimentar a la seva vaca amb l'últim gra que quedava i després la va portar fora de les muralles fins a trobar l'exèrcit enemic. Les forces imperials el van capturar i la vaca va ser sacrificada per cuinar. Quan els imperials van trobar l'estómac de la vaca ple de gra, van preguntar a Gagliaudo el motiu d'alimentar l'animal amb tan cobejat aliment. El pagès va respondre que s'havia vist forçat a fer-ho, ja que havia tant cereal acumulat, que no hi havia més lloc on guardar-lo en la ciutat. L'Emperador, tement que el setge es prolongués massa, el va donar per acabat.
Si bé aquesta és la llegenda, el més probable és que l'exèrcit imperial hagués abandonat el setge a causa d'una epidèmia de malària. A la cantonada esquerra de la catedral d'Alessandria s'aixeca una estàtua a Gagliaudo. Alessandria va obtenir l'estatut de comuna lliure el 1198, però de seguida van sobrevenir diversos conflictes amb les comunes més antigues de la regió, especialment amb Asti.
El 1348 va caure en mans dels Visconti i juntament amb altres possessions va passar després a domini dels Sforza. Va continuar sota la influència de Milà fins a 1707, quan va ser cedida a la Casa de Savoia i a partir de llavors va formar part del Piemont.
Amb la victòria de Napoleó a la batalla de Marengo (1800), Alessandria va passar a dependre de França com a capital del departament napoleònic de Marengo. Durant aquest període es va construir un important fort al nord de la ciutat que encara és utilitzat com a caserna militar i magatzem de subministraments (2006). Les ruïnes d'un segon fort en el sector sud (Caserna Christo) han estat dividides en dos per una via ferroviària.
Des 1814, Alessandria va ser novament territori dels Savoia, com a part del Regne de Sardenya.
Durant els anys del Risorgimento, la ciutat va ser un actiu centre dels liberals.

## Mare de Déu de Montserrat
L'únic monument que ha perdurat de l'època hispànica és l'església de la Mare de Déu de Montserrat (La vergine Nera).

## Altres dades
- En el suburbi de Spinetta Marengo, es recrea el 14 de juny de cada any la batalla de Marengo.
- Alessandria va ser la primera capital de província italiana governada per un socialista, el rellotger Paolo Sacco, elegit el 25 de juliol de 1899.
- Allesandria va ser un blanc tàctic militar durant la Segona Guerra Mundial, i objecte d'intensos bombardejos aliats, els més seriosos dels quals es van produir el 30 d'abril de 1944, que va deixar com saldo 238 morts i centenars de ferits, i el 5 d'abril de 1945, amb 160 morts, entre ells 60 nens de l'orfenat de Via Gagliaudo. A partir d'aquesta fecham la ciutat va ser alliberada pels partisans.

El 6 de novembre de 1994, el riu Tanaro va inundar bona part de la ciutat, causant seriosos danys, especialment al barri de Orti.

## Economia
Indústria de barrets, alimentació, del paper, electrotècnica, metalmecànica, tèxtil, química.

## Esdeveniments
- Batalla de Marengo

- Fraskettando SkaBluesJazz Festival  lloc web oficial.

Les bandes que actuen inclouen The Blues Brothers Band, Eddie Floyd, Al Di Meola, Taj Mahal, Mario Biondi, Soft Machine, Mick Abrahams, Clive Bunker i altres. Data: primer cap de setmana de juliol.
- Competència internacional de guitarra clàssica Michele Pittaluga,  Premi Città di Alessandria
- Marató internacional "Madonnina dei Centauri". lloc web oficial

## Atraccions turístiques
- Palau del municipi o Palau Vermell
- Catedral d'Alessandria
- Església de Santa Maria di Castello
- Palau Guasco
- Ciutadella d'Alessandria
- Els llocs per visitar inclouen la comuna de Morbello amb activitats que inclouen ciclisme de muntanya, cellers, equitació, i hostalatge rural.
- Museu de la batalla de Marengo

## Personatges alessandrins
- Umberto Eco, escriptor
- Carlo Carrà, pintor
- Giovanni Migliara, pintor
- Angelo Morbelli, pintor
- Urbà Rattazzi, un dels líders del Risorgimento
- Gianni Rivera, futbolista
- Nicolasito Pertusato, nan de la cort del rei Felip IV de Castella
- Pietro Abbà Cornaglia (1851-1894) compositor, organista i musicòleg.